# Ивашка из Дворца пионеров
«Ивашка из Дворца пионеров» — советский рисованный мультфильм 1981 года режиссёра Геннадия Сокольского.
Приключения современного мальчика-пионера в сказочной ситуации. Несколько похожие сюжет и название были у мультфильма «Ивашко и Баба-Яга», основанного на русской сказке «Ивашко».

## Сюжет
Баба-Яга к очередному своему Дню рождения приказала гусям-лебедям принести ей из ближайшей деревни «мальчишку поупитанней и повоспитанней», из которого она собралась приготовить угощение для гостей. Гуси-лебеди, пролетая мимо Дворца пионеров, выбирают и похищают пионера Ваню Уфимцева, мастерящего в этот момент радиоуправляемую машинку.
Баба-Яга запирает Ваню в чулане, а сама решает выспаться перед приходом гостей. Тот из своей сумки достаёт пилу, перепиливает засов двери, выбирается из чулана и крепко связывает хозяйку избы изолентой. Та, проснувшись, требует, чтобы пионер освободил её, угрожая, что с ним расправятся её гости, однако Ваню это не пугает.
Первый гость Бабы-Яги — Кот-Баюн, взглядом усыпляющий птичек и мышей. Ваня мастерит из радиоуправляемой машинки мышку и пускает её. Кот не может её усыпить, в ярости гоняется за ней и влетает в чулан, где пионер и запирает его.
Второй гость — Кощей Бессмертный в железных доспехах, прискакавший на игрушечном коне. Ваня с помощью подковы и динамо-машины делает мощный электромагнит, притягивает им Кощея и, в конце концов, заставляет его с позором убежать.
Третий гость — трёхголовый Змей Горыныч. Ваня достаёт из сумки огнетушитель и забивает все три пасти Змея пеной. Ошарашенный Змей улетает вместе с избушкой. Остаются только печка на курьих ножках и привязанная к ней Баба-Яга. Сдавшаяся Яга в отчаянии отдаёт приказ гусям-лебедям отнести Ивашку обратно: «Чтобы духу его здесь не было!».

## Создатели
- авторы сценария — Эдуард Успенский, Геннадий Сокольский
- режиссёр — Геннадий Сокольский
- художник-постановщик — Елизавета Жарова
- композитор — Михаил Меерович
- оператор — Михаил Друян
- звукооператор — Владимир Кутузов
- художники-мультипликаторы: Антонина Алёшина, Алексей Букин, Галина Зеброва, Владимир Захаров, Александр Мазаев, Иосиф Куроян, Сергей Дёжкин
- роли озвучивали:

Светлана Харлап — Ивашка,
Ефим Кациров — Баба-Яга,
Гарри Бардин — Кощей Бессмертный (звуковые эффекты)
- редактор — Татьяна Папорова
- директор картины — Нинель Липницкая

## Награды
- 1982 — 15-й Всесоюзный кинофестиваль (Таллин) — 2-я премия киностудии «Союзмультфильм» за программу мультфильмов: «Бибигон», «Ивашка из Дворца пионеров», «Тайна третьей планеты», «Тигрёнок на подсолнухе», «Халиф-аист»[2].

## Видеоиздания
Мультфильм неоднократно переиздавался на DVD в сборниках мультфильмов: «Лукоморье» — «Союзмультфильм», (распространитель «Союз»). «Были и небылицы», выпуск 4 — «Союзмультфильм», (распространитель «Крупный план», 2006, ISBN 4600448014193).
«В стране невыученных уроков», «Союзмультфильм», дистрибьютор: «Дивайс», мультфильмы на диске: «В стране невыученных уроков» (1969), «Про бегемота, который боялся прививок» (1966), «Ивашка из Дворца пионеров» (1981), «Шапка-невидимка» (1973), «Голубой щенок» (1976), «Дед Мороз и лето» (1969), «Подарок для самого слабого» (1978), «Как козлик землю держал» (1974), «Кораблик» (1956).

## Музыка
Помимо мелодий Михаила Мееровича, в мультфильме звучат аранжированные им композиция: «Танец маленьких лебедей» из балета «Лебединое озеро» (Пётр Чайковский).